# San Benito Abad
San Benito Abad est une municipalité colombienne située dans le département de Sucre.